# Рамос Миньо, Сантьяго
Сантьяго Рамос Миньо (исп. Santiago Ramos Mingo; род. 21 ноября 2001, Кордова) — аргентинский футболист, защитник клуба «Баия».

## Клубная карьера
Миньо — воспитанник клуба «Бока Хуниорс». В 2024 году игрок подписал контракт с испанской «Барселоной», где выступал за дублирующий состав. В 2022 году Сантьяго перешёл в бельгийский «Ауд-Хеверле Лёвен», где выступал за команду дублёров. В 2023 году игрок вернулся на родину, на правах аренды присоединившись к «Дефенса и Хустисия». 28 января в матче против «Уракана» он дебютировал в аргентинской Примере. По окончании аренды клуб выкупил трансфер игрока. 8 марта 2024 года в поединке против «Бельграно» Сантьяго забил свой первый гол за «Дефенса и Хустисия».
В начале 2025 года Миньо перешёл в бразильскую «Баию». В поединке Копа де Нордесте против «Сампайо Корреа» игрок дебютировал за основной состав.